# Ch’ilbul sa
Ch'ilbul sa (Klasztor Siedmiu Buddów 칠불사) – koreański klasztor buddyjski na górze Chiri, była pustelnia (kor. am)

## Historia klasztoru
Nazwa klasztoru powstała z legendy. W I wieku siedmiu synów króla Kima Suro, założyciela królestwa Karak, przychodziło w to miejsce medytować pod kierunkiem ich wuja mistrza Chagn'yu. Najpierw wybudowali pustelnię Unsangwŏn. Po dwóch latach praktyki stali się buddami i wybudowali pustelnię, którą nazwano Ch'ilbul am. Za panowania króla Hyogonga (pan. 887-911) mistrz sŏn Tamgong wybudował w tym miejscu pawilon do praktyki medytacji sŏn. Klasztor znajduje się na wysokości 800 metrów tuż pod jednym ze szczytów góry Chiri - Tokkibong.
Początkowo świątynia była pustelnią. W XVI wieku spędził w niej swoje ostatnie lata życia mistrz Puhyu Sŏnsu (1543–1615), brat w Dharmie mistrza sŏn Sosana Taesy.
Większa część świątyni została zniszczona w czasie wojny koreańskiej. W 1984 roku została odnowiona i rozbudowana.
Stosunkowo niedawno pustelnia otrzymała status klasztoru.

## Adres pustelni
- 528, Beomwang-gil, Hwagae-myeon, Hadong-gun, Gyeongsangnam-do, Korea Południowa